# Ectophasia aurifrons
Ectophasia aurifrons là một loài ruồi trong họ Tachinidae.